# へんじがない、ただのしつれんのようだ。
「へんじがない、ただのしつれんのようだ。」は、日本のシンガーソングライター桃井はるこの音楽アルバム。

## 概要
AKIHABA LOVE RECORDS設立後初の独自楽曲によるフルアルバムで、2009年9月30日に発売された。
爽やかな曲調でライブや恋する人に会いに行く喜びを歌った「始発にのって」、得意とする萌えソングで長島☆自演乙☆雄一郎の応援歌をつくった「☆自演乙☆ソング」、ゆるめいつの主題歌に採用された力を抜いた癒しの曲「るーじー・ぐーじー」、ハードロックで失恋の苦しさ切なさを叫び、その克服を歌い上げた表題曲「へんじがない、ただのしつれんのようだ。」、また、自身は作詞に徹し作曲を他者に任せた「ハザクラ」、エレクトロニカ調の「め・あ・り・ひ・と」、サエキけんぞうに桃井に言ってほしいことを詞にしてもらった「reimei ni raimei」など他の音楽家の協力も得た多彩な構成になっている。
中でも「始発にのって」はライブで多用される代表曲となった。

## 収録曲
1.プロローグ21〜恋のはじまり〜
作詞・作曲・編曲：桃井はるこ
2.始発にのって
作詞・作曲：桃井はるこ、編曲：斎藤真也
『桃井はるこのはいはい、ラジオラジオ(´ー｀)』オープニングテーマ
3.Brand new music
作詞・作曲：桃井はるこ、編曲：Haraddy
フルヴォイス★ドラマ・ムービー『ドヴォルザークの休日』オープニング
4.☆自演乙☆ソング
作詞・作曲・編曲：桃井はるこ
長島☆自演乙☆雄一郎 テーマソング
5.BAKA≒愛してる
作詞・作曲：桃井はるこ、編曲：manzo
アニメ『おんたま!』エンディングテーマ
6.るーじー・ぐーじー
作詞・作曲：桃井はるこ、編曲：桃井はるこ&Haraddy
OVA『ゆるめいつ』テーマソング
7.へんじがない、ただのしつれんのようだ。
作詞・作曲：桃井はるこ、編曲：斎藤真也
日本テレビ系列『音楽戦士 MUSIC FIGHTER』9月エンディングテーマ
8.ハザクラ
作詞：桃井はるこ、作曲・編曲：doriko
9.め・あ・り・ひ・と
作詞：桃井はるこ、作曲・編曲：kz
10.reimei ni raimei
作詞：サエキけんぞう、作曲:桃井はるこ、編曲：doriko
11.Galge
作詞・作曲・編曲：桃井はるこ
12.BAKA≒愛してる （無声版）
13.へんじがない、ただのしつれんのようだ。 （無声版）
14.reimei ni raimei （無声版）
15. Galge （無声版）
16.愛のメディスン～アニサマバージョン～ （シークレットトラック）
作詞：桃井はるこ 作曲：桃井はるこ